# Joseph Mewis
Joseph Mewis, né le 23 mars 1931 à Anvers et mort le 10 avril 2025, est un lutteur belge spécialiste de la lutte libre. Aux Jeux olympiques d'été de 1956, il remporte la médaille d'argent dans la catégorie des poids plumes.

## Palmarès

### Jeux olympiques
- Jeux olympiques de 1956 à Melbourne,  Australie
  -  Médaille d'argent